# Metabasis rostratus
Metabasis rostratus är en tvåvingeart som beskrevs av Walker 1851. Metabasis rostratus ingår i släktet Metabasis och familjen vapenflugor. Inga underarter finns listade i Catalogue of Life.